# CH-54塔赫直升機
CH-54塔赫（英語：Tarhe)是塞考斯基飛機公司為美國陸軍設計的雙引擎重型直升機。其命名保持美軍以美洲原住民命名的傳統，源於18世紀休倫族酋長塔赫。民用版型號是S-64天空吊車（Skycrane）。

## 發展
鑑於XC-120的經驗，美軍打算把外掛貨櫃的理念轉移到直升機上。此計畫於1958年開始研製，並於1962年首飛。其主要工作是回收在越戰中受損的載具及物資。越戰結束後，由於預算削減及政策改變，陸軍逐漸以CH-47替代之，並在70年代晚期將其全部轉予美國陸軍國民警衛隊使用。1991年，CH-54正式在美國陸軍國民警衛隊退役，從此只剩民用版還在使用至如今。

### 榮譽
截至2014年，它保持著1971年創下的11,000（36,000英尺）平飛最高高度的直升機記錄，並最快爬升到3,000至6,000至9,000（9,800至19,700至29,500英尺）。

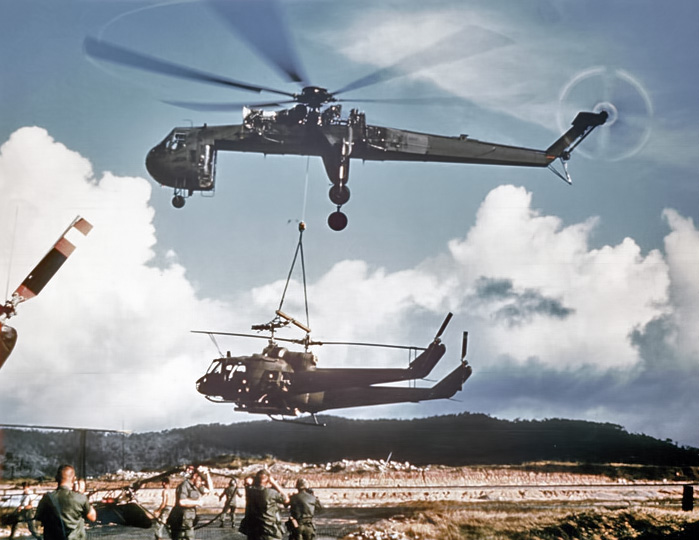
吊掛2架UH-1直升機的CH-54

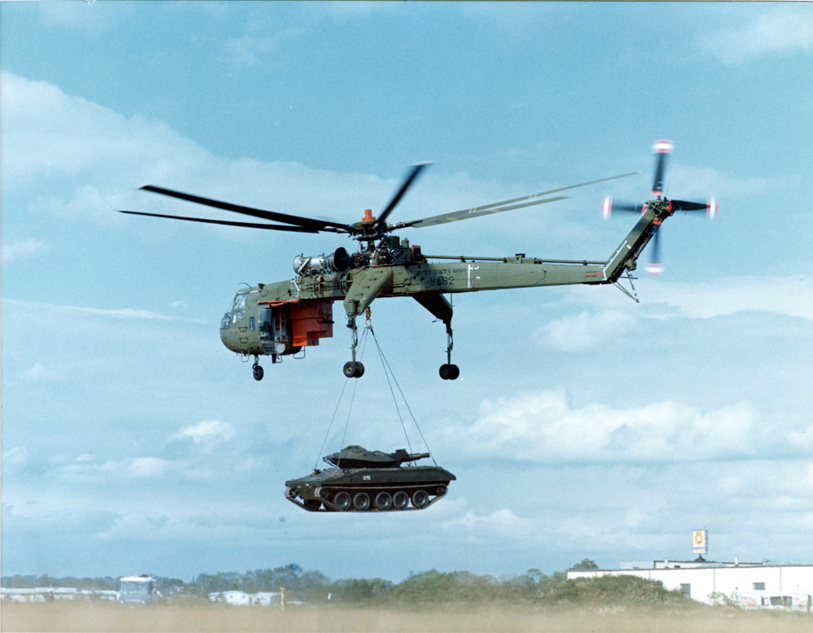
吊掛M551謝里登輕型坦克的CH-54

## 型號
- YCH-54A：原型機，共六架
- CH-54A：兩具4500shp(3,400kW)T73-P-1引擎版本，共54架
- CH-54B：兩具4,800shp(3,600kW)T-73-P-700引擎版本，訂購37架，共29架交付
- S-64B：圖紙構思改進版本，從未實現

## 外部連結
（页面存档备份，存于）
 （页面存档备份，存于）